# René Neuville
René Neuville est un préhistorien et diplomate français, longtemps en poste au consulat de France à Jérusalem, né le 30 octobre 1899 à Gibraltar, décédé le 23 juin 1952 à Jérusalem.

## Biographie
Son père était consul général de France à Gibraltar. Il entre jeune dans la carrière consulaire. Son premier poste est Vintimille. En 1926, il est nommé chancelier du consulat de Jérusalem où il séjourne d'abord onze ans. Il s'investit dans les études préhistoriques auxquelles il consacre de nombreuses monographies. En 1933, fouillant une grotte du Djebel Qafzeh près de Nazareth, il découvre les restes de cinq individus inhumés dans un dépôt du Paléolithique moyen.
Nommé à Alicante en 1937, puis à Gibraltar et au Maroc au début de la Seconde Guerre mondiale, il y poursuit ses recherches archéologiques. En 1943, il est à Alger, puis à Tunis. En 1946, il est nommé consul général de France à Jérusalem, où il reprend ses travaux interrompus, mais ses fonctions diplomatiques l'accaparent. Il est notamment en fonctions lors de l'attentat de l'hôtel King David (22 juillet 1946).

## Écrits
- Avec Boureau R. Squelettes palestiniens du premier âge de bronze. In: Bulletins et Mémoires de la Société d'anthropologie de Paris, VIIIe Série. Tome 1 fascicule 4-6, 1930. pp. 33-36.
- « Quartiers d'Orange » de Palestine. In: Bulletin de la Société préhistorique de France, tome 28, no 5, 1931. pp. 264-265.
- [Passemard et al. 1931] Emmanuel Passemard, Pierre-Eudoxe Dubalen, André Vayson de Pradenne et René Neuville, « La Question Chalossienne » (Discussions), Bulletin de la Société préhistorique de France, t. 28,‎ 1931, p. 289-293 (lire en ligne [sur persee]).
- L'Acheuléen supérieur de la Grotte d'Oumm-Qatafa (Palestine), Paris, Masson , 1931.
- Avec Alexis Mallon, Robert Koeppel :Teleilāt Ghassūl, I : compte rendu des fouilles de l'Institut biblique pontifical, 1929-1932 , Rome, Piazza della Pilotta , 1934.
- Avec Armand Ruhlmann :La place du paléolithique ancien dans le quaternaire marocain, Casablanca : Farairre, 1941.
- Avec Ruhlmann A. : L'âge de l'Homme fossile de Rabat. In: Bulletins et Mémoires de la Société d'anthropologie de Paris, IXe Série. Tome 3, 1942. pp. 74-88.
- Demande d'appui pour le classement du site préhistorique de Sidi Abd er Rahman au Maroc. In: Comptes rendus des séances de l'Académie des Inscriptions et Belles-Lettres, 86e année, N. 2-3, 1942. pp. 155-156.
- Heurs et malheurs des consuls de France à Jérusalem aux XVIIe, XVIIIe et XIXe siècles 2, Jérusalem, Azriel Printing Works , 1948.
- Le Néolithique marocain à anses funiculaires internes, Le Mans, Imprimerie Monnoyer , 1948.
- avec la collaboration de MM. Yaacov Bentor, G. Haas, J. Perrot et Raymond Vaufrey :Le paléolithique et le mésolithique du désert de Judée, Paris, Masson, 1951.

- Prix Bordin 1952 de l’Académie des inscriptions et belles-lettres.
- Station acheuléenne du Sinaï septentrional : Djebel el-Faleq. In: Bulletin de la Société préhistorique de France, tome 49, nos 1-2, 1952. pp. 77-80.